# Уотсон (Канберра)

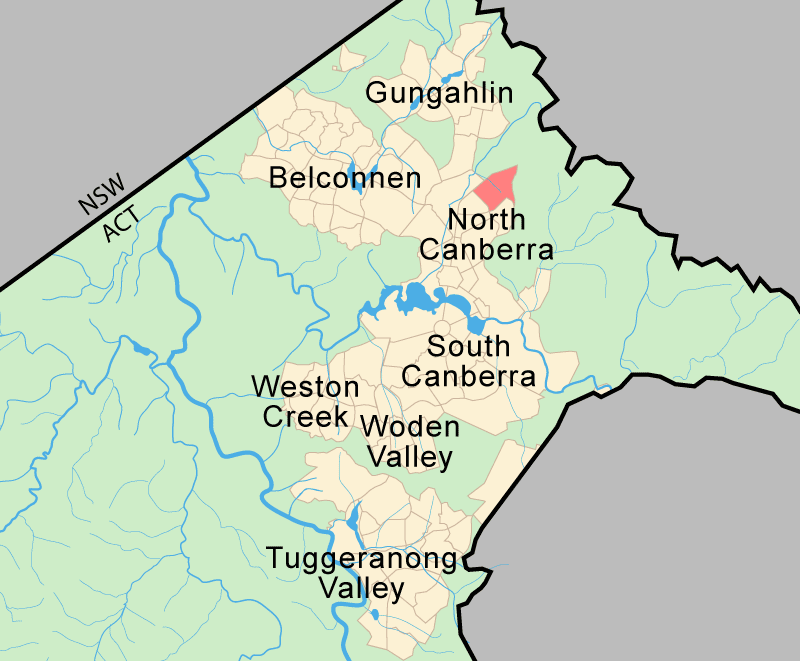
Расположение района Уотсон

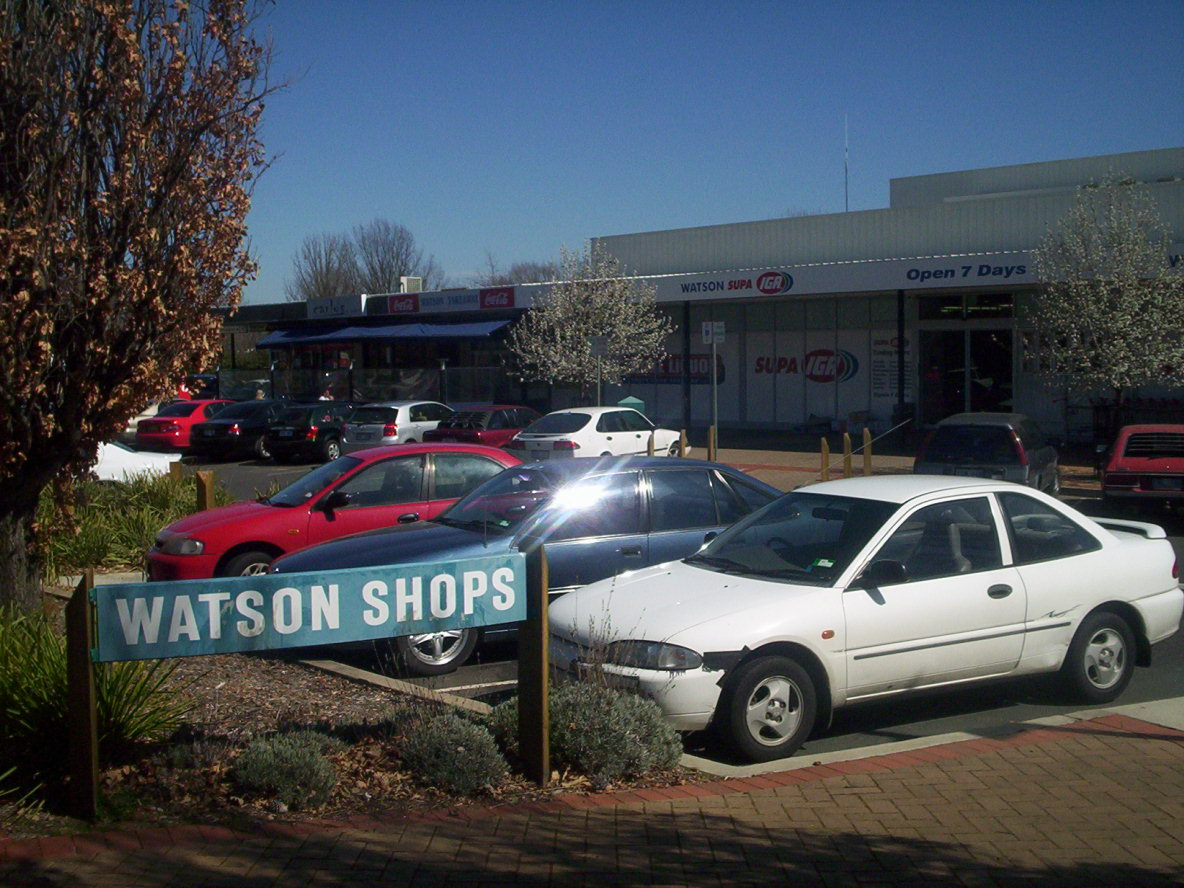
Торговый центр Уотсон

Уотсон (англ. Watson) — район в округе Северная Канберра города Канберра, столицы Австралии. Основан 7 апреля 1960 года. Почтовый индекс 2602. Население Уотсона по данным переписи 2006 года составляет 4 188 человек. В районе насчитывается 2 057 частных домовладений.

## Этимология названия
Район назван в честь третьего премьер-министра Австралии Джона Кристиана Уотсона. Улицы района названы в честь австралийских судей и адвокатов.